# Ґабріель Берістайн
Луїс Ґабріель Берістайн, ASC, BSC, AMC — мексиканський оператор-постановник, продюсер і телевізійний режисер   відомий своєю роботою над багатьма відомими фільмами, серед яких «Видатний джентльмен», «Іспанський в’язень», «Лезо II» та «Стріт Кінгз», а також над деякими проєками у Кіновсесвіті Marvel, «Агент Картер» і «Чорна вдова». 
Він співпрацював з такими режисерами, як Гільєрмо дель Торо, Дерек Джарман, Девід Мамет та Девід Ейер. Він є активним членом Академії кіномистецтв і наук та Британської академії кіно і телевізійних мистецтв. 

## Життя та кар’єра
Берістайн народився в Мехіко, син актора Луїса Берістайна.  Його інтерес до кіномистецтва почався з його участі у незалежній кіно сцені Мексики у сімдесятих роках.  Він вивчав інженерію в Інституті Politécnico Nacional, а згодом приєднався до нової програми кінознавства в школі, одночасно виробляючи аудіовізуальні навчальні матеріали для відділу охорони здоров’я. 
Після зйомок ряду документальних фільмів він заснував невелику комерційну виробничу компанію, перш ніж переїхати до Італії в 1977 році. За рекомендацією режисера Серхіо Леоне він переїхав до Сполученого Королівства, де він поступив у престижну Національну школу кіно і телебачення, яка приймала лише 25 учнів на рік.  Він був одним із лише п’яти іноземців, яких прийняли до школи, і вивчав кінематографію у Освальда Морріса та Біллі Вільямса . 
Першим його повнометражним фільмом як кінематографіста став фільм жахів Колумбії 1983 Кривава плоть ( іспанська : Carne de tu carne, «Плоть твоєї плоті»), за який він отримав нагороду за кращу кінематографію на кінофестивалі в Боготі . Його робота над фільмом Дерека Джармана 1986 року Караваджо здобула йому Спеціальну нагороду срібного ведмедя на Берлінському міжнародному кінофестивалі .  Берістайн  був одним із кількох кінематографістів антологічного фільму « Арія» 1987 року, який був номінований на « Пальму-д'Ор» на Каннському кінофестивалі .  Аллен Давіау запропонував переїхати до Голлівуду, де він міг застосувати свої таланти та унікальне розуміння як мексиканської, так і англокультурної культур.  Беріштан був членом Британського товариства кінематографістів з 1990 року, а Американського товариства кінематографістів - з 2002 року. 

## Вплив
Ґреґґ Толанд, Фредді Янґ, Еммануель Любецкі, Роджер Дікінс 

## Фільмографія
| Films that have not yet been released | Позначає фільми, які ще не вийшли |

### Фільми
| Year | Title                               | Director                             | Notes                                                 |
| ---- | ----------------------------------- | ------------------------------------ | ----------------------------------------------------- |
| 1983 | Bloody Flesh                        | Carlos Mayolo                        | Bogotá Festival Award for Best Cinematography         |
| 1984 | On a Clear Day You Can See Damascus | Eran Riklis                          |                                                       |
| 1985 | Christmas Present                   | Tony Bicât                           |                                                       |
| 1986 | Караваджо                           | Дерек Джармен                        | Special Silver Bear Award                             |
| 1987 | Арія                                | Ken Russell Nicolas Roeg Bill Bryden | Segments: "Turnadot", "I pagliacci" & Wraparound      |
| 1988 | Joyriders                           | Aisling Walsh                        |                                                       |
| 1988 | The Courier                         | Frank Deasy Joe Lee                  |                                                       |
| 1989 | Venus Peter                         | Ian Sellar                           |                                                       |
| 1990 | Waiting for the Light               | Christopher Monger                   |                                                       |
| 1991 | The Orchid House                    | Horace Ové                           |                                                       |
| 1991 | К2                                  | Franc Roddam                         |                                                       |
| 1992 | Високоповажний джентльмен           | Jonathan Lynn                        |                                                       |
| 1993 | Blood In Blood Out                  | Taylor Hackford                      |                                                       |
| 1993 | Фатальний інстинкт                  | Карл Райнер                          |                                                       |
| 1994 | Жадібність                          | Jonathan Lynn                        |                                                       |
| 1995 | Долорес Клейборн                    | Taylor Hackford                      |                                                       |
| 1997 | Trial and Error                     | Jonathan Lynn                        |                                                       |
| 1997 | Іспанський в'язень                  | David Mamet                          |                                                       |
| 1998 | Мумія: Принц Єгипту                 | Рассел Малкехі                       |                                                       |
| 1999 | The Comet                           | José Buil Marisa Sistach             | Nominated- Silver Ariel Award for Best Cinematography |
| 1999 | Моллі                               | John Duigan                          |                                                       |
| 2002 | Блейд II                            | Гільєрмо дель Торо                   |                                                       |
| 2003 | S.W.A.T.: Спецназ міста янголів     | Clark Johnson                        |                                                       |
| 2004 | Блейд: Трійця                       | Девід С. Ґоєр                        |                                                       |
| 2005 | Дзвінок 2                           | Hideo Nakata                         |                                                       |
| 2006 | Кудлатий тато                       | Brian Robbins                        |                                                       |
| 2006 | Охоронець                           | Clark Johnson                        |                                                       |
| 2007 | Невидимий                           | David S. Goyer                       |                                                       |
| 2008 | Королі вулиць                       | Девід Еєр                            |                                                       |
| 2009 | Princess Kaiulani                   | Marc Forby                           |                                                       |
| 2010 | And Soon the Darkness               | Marcos Efron                         |                                                       |
| 2011 | Там мешкають дракони                | Ролан Жоффе                          |                                                       |
| 2012 | Зразок 47                           | Louis D'Esposito                     | Marvel One-Shot short film                            |
| 2013 | Агент Картер                        | Louis D'Esposito                     | Marvel One-Shot short film                            |
| 2014 | Книга життя                         | Хорхе Гутьєррес                      |                                                       |
| 2021 | Чорна вдова                         | Кейт Шортленд                        |                                                       |
| 2024 | Бджоляр                             | Девід Ейер                           |                                                       |
| 2024 | Гарольд і фіолетова крейда          | Карлос Салдана                       |                                                       |

#### Додатково
| Рік      | Назва                | Директор       | DoP.                | Примітки                                   |
| -------- | -------------------- | -------------- | ------------------- | ------------------------------------------ |
| 1993 рік | Широке Саргассо море | Джон Дуйган    | Джефф Бертон        | Директор фотографії: Північна Англія       |
| 1996 рік | Привид і темрява     | Стівен Хопкінс | Вілмос Зігмонд      | 2-й блок фотографії                        |
| 1999 рік | Зелена миля          | Френк Дарабонт | Девід Таттерсалл    | Директор фотографії: Сучасні послідовності |
| 2006 рік | Останній раз         | Майкл Калео    | Тім Сурштедт        | Додаткова фотозйомка                       |
| 2008 рік | Залізна людина       | Джон Фавро     | Метью Лібатік       | Додаткова фотозйомка                       |
| 2010 рік | Залізна людина 2     | Джон Фавро     | Метью Лібатік       | Додаткова фотозйомка                       |
| 2012 рік | Месники              | Джосс Уедон    | Seamus McGarvey     | Додаткова фотозйомка                       |
| 2013 рік | Залізна людина 3     | Шейн Блек      | Джон Толл           | Директор фотографії: Китай                 |
| 2013 рік | Тор: Темний світ     | Алан Тейлор    | Крамер Моргентау    | Додаткова фотозйомка                       |
| 2014 рік | Саботаж              | Девід Ейер     | Брюс Макклірі       | Директор фотографії: Лос-Анджелес          |
| 2014 рік | Лють                 | Девід Ейер     | Роман Васянов       | Директор фотографії: Лос-Анджелес          |
| 2014 рік | Вартові галактики    | Джеймс Ганн    | Бен Девіс           | Додаткова фотографія                       |
| 2016 рік | Загін самогубств     | Девід Ейер     | Роман Васянов       | Додаткова фотографія                       |
| 2017 рік | Тор: Рагнарок        | Тайка Ваїтіті  | Хав'єр Агірресаробе | Додаткова фотографія                       |

### Телебачення
| Рік     | Назва                      | Примітки               |
| ------- | -------------------------- | ---------------------- |
| 1987    | Втрачені приналежності     | Мінісеріал; 6 епізодів |
| 1988    | Неприємності               | Мінісеріал; 2 епізоди  |
| 1991    | Будинок орхідей            | Мінісеріал; 4 епізоди  |
| 1998    | Я розповідаю тобі востаннє | Жити особливо          |
| 2002    | Спадок                     | Невипущений пілот      |
| 2010    | Гаваї П'ять-0              | Епізод: "Пілот"        |
| 2012-13 | Чарівне місто              | 11 епізодів            |
| 2014    | Штам                       | 4 епізоди              |
| 2015    | Агент Картер               | 8 епізодів             |
| 2016-18 | Макгайвер                  | 22 епізоди             |

## Нагороди та номінації
- Премія кінофестивалю в Боготі 1984 р. За найкращу кінематографію : Кривава плоть (Виграна)
- Спеціальна нагорода срібного ведмедя 1987 року : Караваджо (Виграний)
- Премія VMA за кращу кінематографію 1994 року : " Дивовижне " (номінація)
- Срібна премія Аріеля за найкращу кінематографію : Комета (номінація)